# Pennsylvania-Central-Airlines-Flug 19
Am 31. August 1940 verunglückte eine Douglas DC-3 auf dem Pennsylvania-Central-Airlines-Flug 19, nachdem die Maschine in einen Gewittersturm geraten war. Augenzeugen berichteten, das Flugzeug sei gegen 14:41 Uhr (EST) von Blitzen getroffen worden und dann auf das Gelände einer Farm gestürzt. Von den 21 Passagieren und vier Besatzungsmitgliedern überlebte niemand den Absturz. Prominentestes Unfallopfer der Flugzeugkatastrophe von Lovettsville war der Senator von Minnesota, Ernest Lundeen.

## Vor dem Start
Die DC-3 der Pennsylvania-Central Airlines sollte planmäßig um 13:50 EST vom Hoover Airport nahe Washington, D.C. starten. Ziel war Detroit/Michigan, eine Zwischenlandung sollte in Pittsburgh/Pennsylvania erfolgen. Flugkapitän war Lowell V. Scroggins, der über 11.000 Flugstunden, davon mehr als 600 auf Flugzeugen des Typs DC-3, absolviert hatte. Erster Offizier und Copilot war J. Paul Moore. Dieser verfügte über die Erfahrung von über 6.000 Flugstunden, davon über 200 auf der DC-3. Zur weiteren Besatzung gehörte eine Stewardess und ein Sekretär des District Traffic Managers, der auf dem Notsitz Platz genommen hatte.
Die DC-3 mit dem Kennzeichen NC21789 war erst am 25. Mai 1940 von der Douglas Aircraft Company an die Pennsylvania-Central Airlines ausgeliefert worden. Sie verfügte über zwei Kolbentriebwerke Modell G-102-A von Curtiss-Wright, die Hamilton-Propeller mit einem Durchmesser von fast vier Metern antrieben. Das Flugzeug, mit den Triebwerken und den Propellern, hatte bis zum Start am 31. August 1940 565 Flugstunden hinter sich.
Das Flugzeug war um 11:00 Uhr EST von Detroit kommend in Washington gelandet. Der Flug verlief routinemäßig ohne besondere Vorkommnisse. Die Maschine wurde aufgetankt, gereinigt und den üblichen Sichtinspektionen unterzogen.

## Flug
Laut Flugplan sollte Kapitän Scroggins die DC-3 nach dem Start auf eine Höhe von 1800 Metern bringen und über Martinsburg (West Virginia) und Frostburg (Maryland) fliegen. Über Scottsdale (Pennsylvania) sollte Scroggins auf 1.200 Meter sinken, um den Landeanflug auf Pittsburgh zu beginnen. Der Start in Washington verzögerte sich zuerst auf 14:05 Uhr EST. Kapitän Scroggins bemerkte auf der Startposition nach dem Starten der Maschinen, dass die Anzeige für den Öldruck einen niedrigeren Wert für das rechte Triebwerk anzeigte. Scroggins ließ die Maschine wieder zurückschieben, ein Mechaniker wechselte den Ölfilter aus. Um 14:21 Uhr EST konnte die Maschine endlich starten.
Die Wettervorhersage des United States Weather Bureau für die Region Washington – Pittsburg für den Zeitraum zwischen 11:30 Uhr und 19:30 Uhr EST wurde von Kapitän Scroggins eingeholt. Der Bericht sagte Bewölkung über den östlichen Bergen voraus. Vereinzelte Regenschauer in den Bergen und leichte Gewittertätigkeit wurde für den Nachmittag erwartet. Windgeschwindigkeiten von 30 bis 50 km/h aus westlicher Richtung wurde vorhergesagt.

## Absturz
Um 14:31 Uhr EST funkte Flug 19 eine Positionsmeldung. Die DC-3 befand sich über dem Funkfeuer von Herndon (Virginia) auf 1200 Meter im Steigflug. Um 14:41 Uhr EST stürzte das Flugzeug ca. vier Kilometer westlich von Lovettsville und 25 Kilometer nordwestlich des Funkfeuers ab. Es gab nach der Positionsmeldung keine weiteren Funksprüche der DC-3. Augenzeugen, die in der Nähe der Absturzstelle lebten, berichteten übereinstimmend, ein Flugzeug gesehen zu haben, das kurz vor dem Absturz in der Gegend flog. So sagte eine Einwohnerin von Lovettsville, die etwa sechs Kilometer östlich der Unfallstelle lebte, aus, sie habe ein Flugzeug bemerkt, das nordwestlich in Richtung der Short Hills flog, die von dunklen Sturmwolken umgeben gewesen seien. Die Frau sah, wie die Maschine in den Sturm flog. Es kam zu Blitzschlägen kurz vor der Maschine, die die Sicht der Frau beeinträchtigten. Dann hörte sie den fernen Donner des Gewitters und einige Sekunden später ein starkes Aufheulen. Die Zeugin sagte aus, dass Flugzeuge die Gegend oft überfliegen, und dass dieses Flugzeug niedriger als gewöhnlich geflogen sei. Auch andere Augenzeugen bestätigten den Flug in den Sturm und die Blitzschläge.

## Untersuchung und Fazit
Ermittler des Civil Aeronautics Boards, dem Vorgänger des 1967 gegründeten NTSB, erreichten die Absturzstelle und stellten fest, dass die DC-3 in ein Luzernefeld gestürzt war. Die Pflanzen hatten eine Höhe von ca. 2,50 Meter. Durch die Unversehrtheit der Pflanzen konnte ein Absturzwinkel von 20 bis 40° ermittelt werden. Die Ausrichtung des Flugzeuges entsprach dem Kurs Washington – Pittsburgh. Das Flugzeug war bei dem Aufprall auseinandergebrochen. Wrackteile wurden noch in einer Entfernung von 300 Metern gefunden.
Die Ermittler fanden keine Indizien für Materialfehler, Triebwerksfehler, Feuerausbruch oder Sabotage. Die einzigen Hinweise waren die Zeugenaussagen bezüglich der Blitzschläge und des Gewittersturmes. Das Civil Aeronautic Board kam somit zu dem Schluss, dass ein Blitzschlag die DC-3 getroffen und zum Absturz gebracht habe.